# Maria Ofierska
Maria Alina Ofierska (ur. 22 sierpnia 1932, zm. 22 grudnia 2022) – polska socjolog,  redaktor książek, wydawca.

## Życiorys
Z wykształcenia była socjologiem. W latach 1952-1977 pracowała w Państwowym Wydawnictwie Naukowym, gdzie w latach 1963-1977 kierowała Redakcją Socjologiczną, w latach 1981-1993 w Państwowym Instytucie Wydawniczym. Prowadził m.in. serie Biblioteka Socjologiczna (PWN) i Biblioteka Myśli Współczesnej (PIW).
Była laureatką Nagrody Kulturalnej „Solidarności” za rok 1989 (za prowadzenie serii Biblioteka Myśli Współczesnej), Nagrody Edytorskiej Polskiego PEN Clubu za rok 1992 oraz Nagrodę Edytorską Zeszytów Literackich (2012). W 2012 został odznaczony Krzyżem Oficerskim Orderu Odrodzenia Polski.
Była członkiem Polskiego PEN Clubu, członkiem założycielem stowarzyszenia Otwarta Rzeczpospolita.